# Pleuromeiales
Pleuromeiales é um grupo de espécies de vegetais classificados como uma ordem da classe Lycopodiopsida (também pode ser considerado da classe Selaginellopsida) e da divisão Lycopodiophyta que prosperaram durante o Mesozoico.

## Descrição

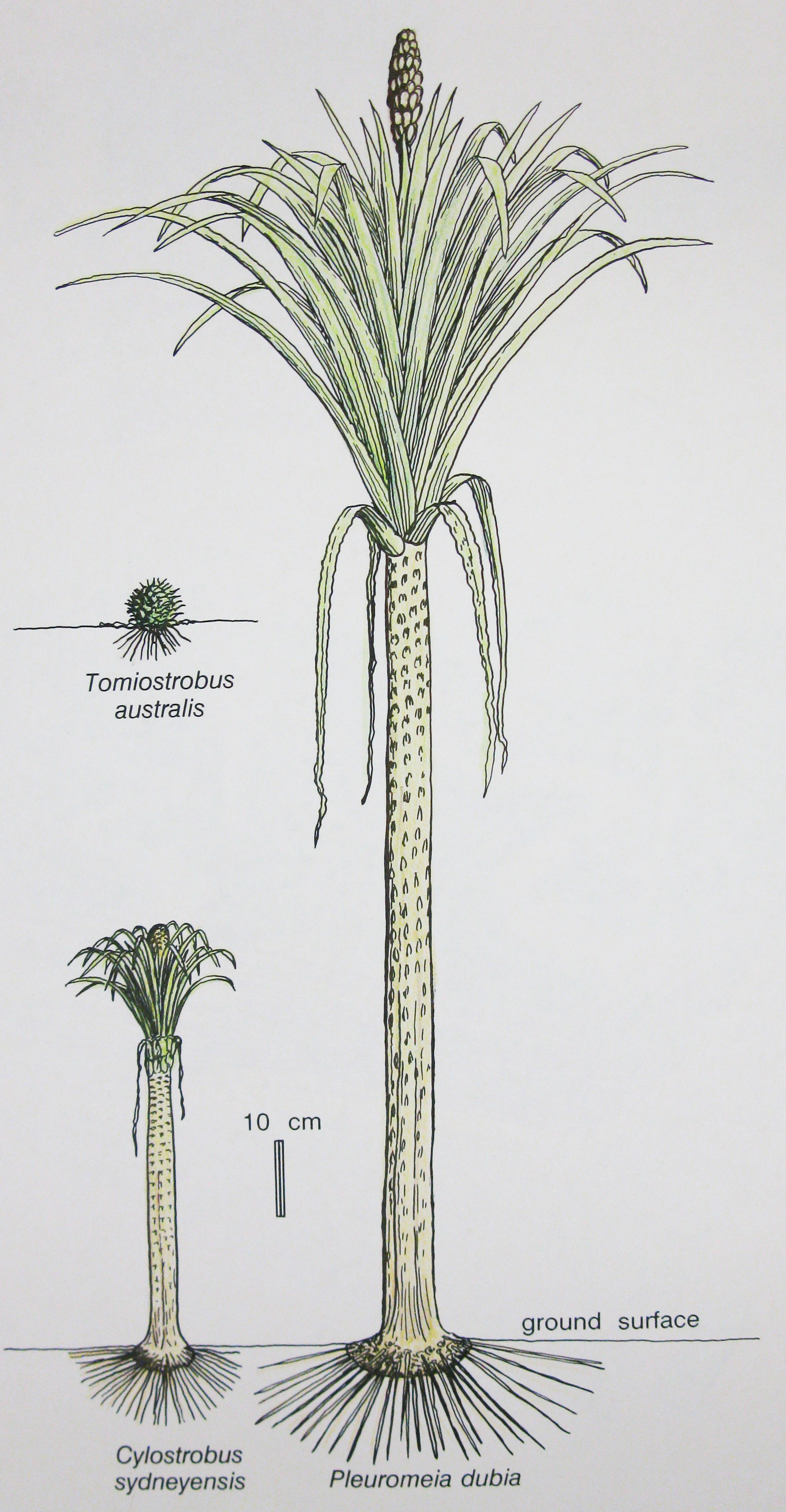
espécies de pleuromeiales

Espécies da Ordem Pleuromeiales tinham um caule típico de herbáceas, eram plantas de caule vertical e não ramificado, podendo ter 30 centímetros de altura nas menores espécies e até 2 metros nas maiores espécies. Não possuindo um tecido secundário, com folhas longas e semelhantes à grama, organizado helicoidalmente e com raízes semelhantes ao morfogênero Stigmaria e se reproduzindo por esporos. Infelizmente, essa ordem foi totalmente extinta no final do mesozóico. 